# Hiram (Maine)
Hiram – miasto w Stanach Zjednoczonych, w stanie Maine, w hrabstwie Oxford.